# Wilhelm Eisenlohr (Jurist)
Wilhelm Eisenlohr (* 9. Juni 1761 in Tiengen; † 19. August 1810 in Durlach; evangelisch) war ein seit 1789 im badischen Staatsdienst stehender Jurist.

## Familie
Wilhelm Eisenlohr war der Sohn des Pfarrers Jakob Eisenlohr (* 17. Oktober 1719 in Emmendingen; † 1. Juli 1795 in Tiengen), und der Christine Salome geborene Wechsler (* 30. Januar 1720 in Durlach; † 19. November 1788 in Tiengen), Tochter des Johann Jakob Wechsler, Pfarrer in Durlach. Er heiratete am 20. März 1782 Caroline Henriette geborene Sachs (* 27. November 1763), Tochter des Johann Christian Sachs (* 7. September 1720 in Karlsruhe; † 28. Februar 1789), Kirchenrat und Rektor in Karlsruhe, und der Regina Sofie geborene Rößle (* 6. Januar 1726 in Pfedelbach; † 5. Januar 1804 in Durlach). Aus dieser Ehe entstammen vier Kinder: Henriette (* 22. September 1791 in Pforzheim; † 15. November 1855 in Bretten), Karl Wilhelm Heinrich (* 12. Juli 1793 in Pforzheim; † 29. April 1866 in Durlach), Wilhelmine (* 1796 in Pforzheim; † 1844 in Karlsruhe) und Wilhelm Friedrich (* 1. Januar 1799 in Pforzheim; † 10. Juli 1872 in Karlsruhe).

## Leben
Eisenlohr studierte Rechtswissenschaften an der Universität Jena und der Universität Göttingen. Ab dem 2. Februar 1785 war er Amtsassessor beim Oberamt Pforzheim und von 1792 bis 1794 ebenfalls dort Dienstverweser. Bis zum September 1802 blieb er dort als Rat und Oberamtsassessor und wurde am 14. September 1802 Amtmann beim Oberamt Durlach, wo er 1805 zum Oberamtmann befördert wird. 1806 wird er Hofrat und 1810 Regierungsrat, kurz vor seinem frühzeitigen Tod.